# Drake Doremus
Drake Doremus (Orange, 29 marzo 1983) è un regista e sceneggiatore statunitense.

## Biografia
Drake Doremus nasce a Orange, in California, e inizia a dirigere e recitare giovanissimo, a soli 10 anni, in un teatro della città: però è proprio qui che, nel 1994, a 11 anni, subisce un'aggressione sessuale di gruppo da parte di alcuni addetti dell'edificio.
Laureatosi all'American Film Institute, e divenendo il più giovane ragazzo ad essere stato ammesso al rinomato istituto, ancora prima di diplomarsi aveva già scritto, prodotto e diretto cinque opere.

## Carriera
Grazie ad un agente che lo notò mentre si esibiva in un locale, nel 2008, Doremus ha conosciuto il produttore cinematografico Jonathan Schwartz, che avrebbe poi prodotto i suoi successivi quattro film.
Il suo primo lungometraggio, Spooner (2009), è stato presentato allo Sonoma Valley Film Festival, mentre il secondo, Douchebag (2010), è stato scelto per la sezione U.S. Dramatic al Sundance Film Festival del 2010. Allo stesso festival, e nella medesima sezione, il suo terzo film Like Crazy, con Felicity Jones e Jennifer Lawrence, ha vinto il Gran Premio della Giuria nel 2011; fra l'altro, come raccontato da Drake, la sceneggiatura del film era molto breve, poiché la maggior parte delle scene è stata improvvisata dal cast, così come il budget molto basso (di soli 200 mila dollari circa).
Per i suoi film, Doremus ha sempre ricevuto molte elogi dalle più prestigiose testate americane, come il Los Angeles Times, il New York Times, The Hollywood Reporter e Variety. Ha insegnato arti figurative e teatro presso la Orange County High School of the Arts per due semestri.
Nel 2015 ha diretto il film di fantascienza romantico Equals, prodotto da Ridley Scott e interpretato da Kristen Stewart e Nicholas Hoult: presentato in anteprima mondiale al Festival di Venezia dello stesso anno, e ottenuto la Candidatura al Leone d'oro al miglior film e altre due candidature minori .
Nel 2018, Doremus ha ripreso il genere fantascientifico e ha diretto e prodotto la storia d'amore Zoe, distribuita da Amazon Studios e con Léa Seydoux, Ewan McGregor e Christina Aguilera come protagonisti.
Nello stesso anno Doremus ha inoltre diretto lo spot pubblicitario The Scent Private Accord dell'omonimo profumo di Hugo Boss, con Jamie Dornan.

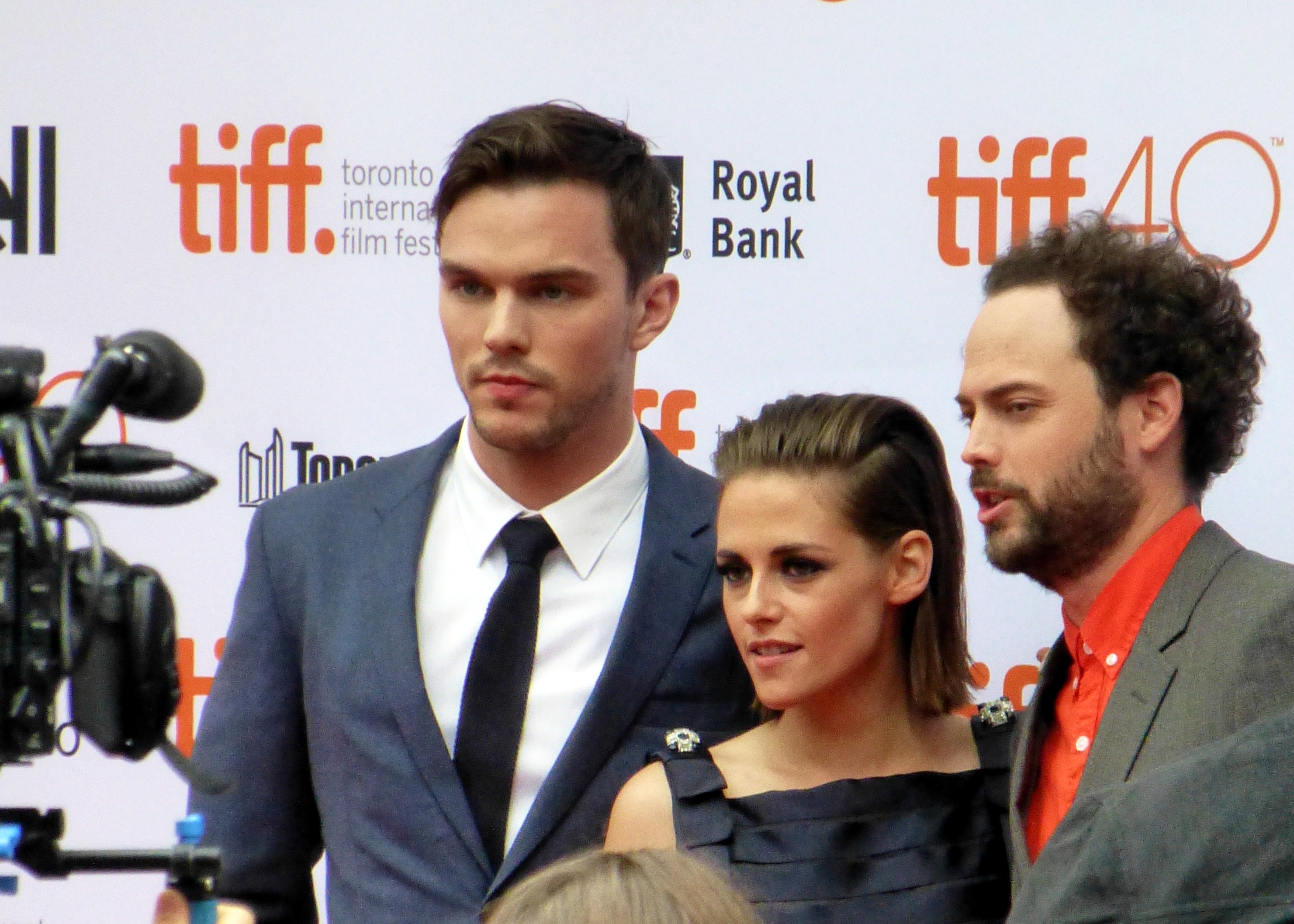
Drake Doremus al Toronto International Film Festival del 2015, assieme a Kristen Stewart e Nicholas Hoult per l'anteprima del suo Equals

## Vita privata
Nel suo film Like Crazy, Doremus ha detto di essersi ispirato alla sua relazione a distanza e al suo matrimonio fallito, dichiarando per IndieWire:
Sono divorziato. Mi sono sposato con questa donna per cercare di riaverla accanto a me, per riportarla negli Stati Uniti: ho passato così tanto tempo qui… Quella relazione è durata 7 anni, dal 2001 al 2008. Un po' negli Stati Uniti, un po' qua, un po' là, disordinata, ed è andata avanti a fatica per 4 anni: 4 anni di lunghissima distanza.

## Filmografia

### Regista

#### Lungometraggi
- Moonpie (2006)
- Spooner (2009)
- Douchebag (2010)
- Like Crazy (2011)
- Passione innocente (Breathe In) (2013)
- Equals (2015)
- Newness (2017)
- Zoe (2018)
- Ricomincio da te - Endings, Beginnings (Endings, Beginnings) (2019)

#### Cortometraggi
- Two (2006)
- The Shirt (2006)
- The Scent Private Accord (2018)

#### Videoclip
- Ten Thousand Years – Goddamn Electric Bill (2009)
- Diabolo Menthe – Soko (2018)

### Sceneggiatore

#### Lungometraggi
- Moonpie (2006)
- Spooner (2009)
- Douchebag (2010)
- Like Crazy (2011)
- Passione innocente (Breathe In) (2013)
- Equals (2015)
- Ricomincio da te - Endings, Beginnings (Endings, Beginnings) (2019)

#### Cortometraggi
- The Shirt (2006)
- Destinée (2012)

## Riconoscimenti
- Festival di Venezia[13]
  - 2015 – Leone d'oro al miglior film per Equals
  - 2015 – Candidatura per il Green Drop Award per Equals
  - 2015 – Candidatura per il Gran Premio della Giuria per Equals
- Sundance Film Festival
  - 2010 – Candidatura per il Gran Premio della Giuria per Douchebag
  - 2011 – Gran Premio della Giuria per Like Crazy
- Chicago Film Critics Association
  - 2011 – Candidatura per il miglior film per Like Crazy
  - 2013 – Candidatura per il miglior film per Passione innocente
- Newport Beach Film Festival
  - 2009 – Achievement Award per Spooner
- Sonoma Valley Film Festival
  - 2009 – Best Lounge Feature per Spooner[14]